# Jandak Zarara
Jandak Zarara (en árabe: خندق الزرارع‎, en francés: Khandeq Ezzeraraa) es una localidad marroquí perteneciente al municipio de Alcazarseguir, la región de Tánger-Tetuán-Alhucemas. Desde 1912 hasta 1956 perteneció a la zona norte del Protectorado español de Marruecos.